# Falaisia
Falaisia (in greco Φαλαισία?) è un ex comune della Grecia nella periferia del Peloponneso di 3229 abitanti secondo i dati del censimento 2001.
È stato soppresso a seguito della riforma amministrativa detta Programma Callicrate in vigore dal gennaio 2011 ed è ora compreso nel comune di Megalopoli.

## Storia
Il comune è stato più volte distrutto durante il dominio da parte dei turchi e pochi abitanti risiedevano nel territorio. Divenne greco a seguito della Guerra d'indipendenza greca. Cambiò nome da Boura (Μπούρα) a Falaisia nel 1920.

## Località
Falaisia è divisa nelle seguenti località:
- Akovos (Akovos, Goupata)
- Anavryto (Anavryto, Kato Anavryto)
- Anemodouri
- Dyrrachio
- Ellinitsa
- Falaisia (Falaisia, Moni Boura)
- Giannaioi (Ano Giannaioi, Kato Giannaioi)
- Graikos
- Kamara (Kamara, Kampochori)
- Leontari (Leontari, Gavria, Kalyvia, Kamaritsa, Kotsiridi)
- Leptini
- Neochori Falaisias
- Petrina (Petrina, Moni Ampelaki, Spanaiika)
- Potamia
- Routsi
- Skortsinos
- Soulari
- Tourkolekas
- Veligosti
- Voutsaras